# 我为太极狂
《我为太极狂》（英語：Mad About Tai Chi），导演周文扬，主演读文和孔晴，2012年上映的喜剧片。

## 剧情
苏克是一名美国黑人拳击手，爱吃蛋炒饭，爱看李小龙的功夫片。他的经纪人安排他到北京学习中国功夫。苏克很不情愿地区了北京。丁婷是苏克的接待者。她带领苏克去了一家武术学校，苏克要求和学校功夫最高的人比武，如果他胜利了就换地方，没有他输了就留下来学习。结果苏克战胜了武术学校的校长。两人回到宾馆，苏克要求丁婷道歉和退钱，苏克伸手准备揍丁婷，丁婷用太极拳接招，把他放倒在地。丁婷告诉苏克自己使出的是太极拳。第二天，丁婷带着苏克来到自己家乡三家寨，当晚两人住在陈子良家。陈子良带苏克去拜见自己师傅丁家国，请求师傅收苏克为徒，但是师傅拒绝了。为了展示诚意，苏克在丁家国家门口搭建帐篷，白天黑夜都住在里面。持续了数日之后，丁家国提出拜师条件，如果苏克可以把他女儿丁婷带回家，他就收他为徒。苏克欣喜若狂，来到陈子良家，陈子良告诉他，丁婷已经回市里了。回到北京后，丁婷借了高利贷参与朋友志强的商业项目，结果被骗了一大把钱，丁婷疲惫地回到三家寨，见了父亲丁家国。丁家国收了苏克为徒。一日，债主来到丁家国家讨债，丁家国把一生积蓄25万给了债主，替女儿还债。为了检验弟子的习武成果，丁家国举办了一场比赛，苏克武艺精湛，赢得师傅和村民的认同。

## 演出
| 演员   | 角色     | 备注                                     |
| 读文   | 苏克     | 美国黑人拳击手。                         |
| 孔晴   | 丁婷     | 太极传人丁家国的女儿。                   |
| 李郁文 | 丁家国   | 太极传人。                               |
| 朱慧鹏 | 陈子良   | 三家寨小学的教师，太极拳人丁家国的弟子。 |
| 张建军 | 胖司机   |                                          |
| 陈海   | 校长     | 武术学校校长                             |
| 冯畅   | 志强     |                                          |
| 池程   | 光头债主 |                                          |
| 窦本跃 | 亮亮父亲 |                                          |
| 赵京华 | 亮亮     |                                          |
| 王振华 | 村长     |                                          |

## 制作
陈家沟太极拳师傅陈春爱、李满新、李灵慧参加演出。

## 外部连接
- 豆瓣电影上《我为太极狂》的資料 （简体中文）